# Kim Hyeon-woo
Kim Hyeon-woo (Hangul: 김현우), född 6 november 1988 i Wonju, Sydkorea, är en sydkoreansk brottare som tog OS-guld i lättviktsbrottning vid de grekisk-romerska OS-brottningstävlingarna 2012 i London.
Vid de grekisk-romerska OS-brottningstävlingarna 2016 i Rio de Janeiro tog han en bronsmedalj.